# Fort Vauban (Alès)
Le fort d'inspiration Vauban d'Alès est un ouvrage militaire réalisé sur la colline de la Roque, surplombant le centre de la ville d'Alès dans le département du Gard.

## Historique
Le fort Vauban se tient sur une éminence, la butte de la Roque. Celle-ci fut fortifiée dès le XIIe siècle, la villa d'Alès surplombant le centre épiscopal en contrebas. Rapidement la seigneurie fut divisée en deux, entre les Pelet d'Alès et les Bernard d'Anduze, entraînant le développement de deux ensembles castraux sur le même site dès les années 1170. Il s'agit de deux hautes tours se tenant dans la même enceinte. L'une, tenue par les Pelet, était nommée tour Péletine, l'autre, tour royale, cette co-seigneurie ayant appartenu au roi de France de 1236 à 1343. Au XIVe siècle, la ville elle-même est pourvue d'une enceinte. La part des Pelet fut par la suite désignée comme la baronnie puis vicomté, tandis que l'autre fut érigée en comté, qui passa aux Montmorency. Dans les années 1570-80, Henri Ier de Montmorency occupe la ville et rénove le château comtal et acquiert la part baronniale en 1588, réunissant la seigneurie pour la première fois depuis quatre siècles, avant de la rétrocéder quelques années plus tard. Les deux châteaux sont progressivement ruinés par la fin des guerres de religion et le siège de la ville en 1621. Après la révolte de Gaston d'Orléans, les deux tours sont abattues en 1632, une partie des pierres servirent à relever la collégiale Saint-Jean.
À l'époque où la construction du fort Vauban fut envisagée, le château des barons existait toujours : du château des comtes ne subsistait que la tour Sainte-Anne. Le promoteur des fortifications de Nîmes, de Saint-Hippolyte-du-Fort et d'Alès fut l'intendant de Basville qui espérait par ce biais, pouvoir intervenir rapidement contre les assemblées de protestants. En 1686, donc après la révocation de l'édit de Nantes, la construction d'un fort à Alès fut décidée. François Ferry est nommé ingénieur en chef pour la coordination de l'opération. Sous ses ordres, Michel Raulet est chargé de recruter localement architectes et entrepreneurs. Vauban fut absent des chantiers cévenols, même si les fortifications portent son nom. La tour Sainte-Anne du château des comtes fut démolie, le château des barons rasé, à l'exception de la porte du XIIIe siècle intégrée à la courtine; le couvent des Capucins fut également démoli. Les travaux furent menés très rapidement et se terminèrent dès 1688. Une garnison royale y fut installée, le fort pouvant également servir de prison pour les protestants.

## Caractéristiques
Le fort Vauban se présente en U, et est formé de deux corps de logis. Le logis du côté du midi servait de logement au gouverneur et à l'état major. Il s'ouvre sur une terrasse rajoutée a posteriori; l'autre corps était occupé par la garnison et pouvait servir de prison. Au centre du fort, l'ingénieur plaça un grand escalier, rampe sur rampe, qui distribue les ailes en retour.
Mais la plus grande partie du travail de l'ingénieur porta sur l'enceinte défensive du château: six petits bastions, une quarantaine d'embrasures à canon, un fossé, une porte ouvrant en escalier vers la ville couverte par une demi-lune rattachée au corps de place, une porte de secours défendue par un pont-levis et une grille placée sur la contrescarpe. Les bastions avec leur échauguettes, porte et pont d'accès sont inscrits à l'inventaire des Monuments historiques en date du 24 mai 1973.

## Évolution
- Changement d'affectation et de propriétaires :

« À la Révolution, les prisons, propriété nationale, occupent la citadelle. Le décret du 26 brumaire an 13 (1804) supprime les places de guerre et postes militaires, dont le fort Vauban. Le décret impérial du 23 avril 1810 abandonne en toute propriété aux villes où ils sont situés les bâtiments militaires, casernes, hôpitaux. L'entretien et les réparations de ces bâtiments reviennent aux villes. Mais le décret qui suit en date du 3 août 1810 est réducteur pour Alès puisque seulement les casernes du fort et de la ville lui sont remises pour la garnison fixée à 630 hommes.
Les casernes du fort consistent en un petit bâtiment isolé composé de 4 chambres au rez-de-chaussée, voûtées, et autant au premier étage, immédiatement sous le couvert garni en briques, chaque chambre peut contenir 4 lits ; on y monte par deux escaliers à découvert situés aux extrémités. Outre ces casernes, il y a auprès de la porte du côté de la campagne 2 corps contigus, l'un pour les soldats et l'autre pour le commandant du poste.
En ce qui concerne les prisons, le décret du 9 avril 1811 concède aux départements et communes les propriétés nationales occupées par le service de l'administration des cours et tribunaux. Il restait encore toute une partie du fort Vauban à reconvertir :
« Le 26 décembre 1812, le ministre des Finances abandonne gratuitement à la ville la portion disponible de l'ancien château fort d'Alais à charge par elle de faire faire, à ses frais, les réparations nécessaires pour établie dans cette portion du fort des ateliers de charité et des ateliers de travail pour les détenus. »
L'administration de la guerre reprend, par ordonnance du 5 août 1818, possession des casernes, la ville n'ayant pas effectué les réparations. L'administration de la guerre obtient la jouissance de la citadelle, la ville en conserve la nue propriété. À partir de 1830, l’État essaie d'établir une maison de détention militaire et de travail, une caserne, puis un pénitencier à la place de la Maison d'Arrêt. Mais il faut trouver un autre emplacement pour les prisons civiles. Faute d'une entente pour la participation aux frais de construction, le projet de l’État ne se concrétise pas. En 1880, un gymnase est construit au-dessous du fort, côté du midi, pour l'usage des écoles communales et de la garnison.
En 1897, un échange dans la partie du fort appartenant à la ville; la ville possédait une chambre au 1er étage, enclavée dans la partie centrale de la prison. Cet échange est réalisé dans un premier temps pour séparer les deux parties du fort Vauban, dans un deuxième temps pour que la ville puisse rétrocéder à l’État l'aile sud-est du bâtiment principal. La ville abandonne, au département de la guerre, propriété des terrains et bâtiments du fort actuellement prêtés par elle pour le casernement d'une compagnie d'infanterie, en échange de la caserne Sorbier. Le but de la municipalité est d'augmenter la garnison : la caserne Sorbier, inoccupée, sera transformée en collège des jeunes filles et le collège de la rue Pasteur en caserne (la caserne Thoiras), afin d'y accueillir une garnison plus importante.
Le 11 mai 1898 est passée une convention entre le département de la guerre et la ville pour l'installation d'un détachement d'infanterie. Pendant la durée des travaux d'aménagement des deux casernes de la ville, les deux compagnies du 40e, séjournent au Panséra et au fort Vauban. Des réparations ont lieu au fort : démolitions de certaines parties et de la terrasse et construction dans les gros murs d'ouvertures réclamées par l'autorité militaire.
L’État des devenu propriétaire du fort Vauban par actes administratifs au 1er septembre 1989 et du 20 novembre 1900. L’État rétrocède à la ville le bâtiment par convention du 25 juillet 1925: la partie centrale est toujours affectée à la prison, la ville souhaite affecter l'autre partie de l'immeuble à une destination d'utilité publique : installation du musée, d'un musée archéologique, d'un musée minéralogique, aménagement de logements ouvriers à bon marché, agrandissement de la promenade publique (en faisant disparaître les terrains affectés au tir réduits et au gymnase). Plus tard, la décision d'y installer la bibliothèque sera prise. C'est le début d'une série de problèmes entre les deux propriétaires du fort, car le département du Gard ne fut pas consulté quant à l'opportunité de la rétrocession à la ville. La proximité de la prison va entraîner des conflits, la demande du rachat par le département de la totalité du fort Vauban. Les problèmes viennent du fait que le chemin de ronde du fort n'est pas fermé, quiconque peut faire le tour du bâtiment. La municipalité a installé dans une pièce du local situé dans la cour d'entrée de la prison, une société de chant "L'Orphéon alaisien findépendant" et dans l'autre pièce une société de danses "Le Réveil de la Liberté". Des jeunes gens circulent autour de la prison en chantant sous les fenêtres des détenus.
Le projet de logement ouvriers effraie, d'autant plus que sous la cour des femmes, les arcades sont utilisées comme logements sommaires. Alors que le conflit est sur le point d'être résolu et que la ville décide de rétrocéder une partie du fort Vauban au département, intervient la réforme du système judiciaire prévoyant la suppression des tribunaux et de maison d'arrêt d'arrondissement. Dans le Gard, seule la prison de Nîmes est maintenue. Celle d'Alès est supprimée de 1926 à 1930. À sa réouverture le 1er octobre 1930, les problèmes ressurgissent. En 1932, une société de chant "La Muse rouge". La coexistence avec la prison est difficile. Malgré quelques aménagements pour la séparation des deux bâtiments et la fermeture du chemin de ronde, la maison d'arrêt et les locaux municipaux ont continué à cohabiter jusqu'en 1990.
Il ne faut pas oublier que dans ces lieux ont été enfermés et torturés des prisonniers pendant les deux guerres mondiales ».
La Maison d'Arrêt a fermé définitivement ses portes en juin 1990. Le département du Gard en est toujours propriétaire.

## Anecdote
Le fort Vauban n'a de Vauban que le nom. En effet, Sébastien Le Prestre de Vauban ne s'est jamais rendu à Alès. La confusion provient du fait de la forme des fortifications en étoile typiques de Vauban, de plus ce nom est passé dans la culture populaire car il est contemporain des autres ouvrages de l'ingénieur militaire du Roi soleil. Mais en réalité il est l’œuvre de l'un des élèves du Maître Vauban : François Ferry (1649-1701).